# Onufrij Stěpanov
Onufrij Stěpanov (1. září 1610 — 30. června 1658) byl ruský služilij čelovek, sibiřský kozák, v letech 1653–1658 velitel ruských sil na Amuru, které vedl v několika srážkách s vojsky mandžuské říše Čching. V jedné z bitev s čchingskými vojsky zahynul.

## Velení v Poamuří
Roku 1652 byl z Moskvy vyslán na Amur D. I. Zinovjev vyznamenat a odměnit Jerofeje Chabarova a jeho oddíl za připojení Poamuří k Rusku. Zinovjev s 330 lidmi dorazil na Amur v létě 1653 a koncem srpna se setkal u ústí Zeji s Chabarovem. Odměnil jej i jeho kozáky, jak mu bylo uloženo (zlatými mincemi), avšak po vyšetření situace Chabarova zatkl (kvůli krutému a násilnému chování k vlastním lidem i domorodcům) a odcestoval zpět do Moskvy. Novým velitelem vojsk v Poamuří jmenoval Onufrije Stěpanova.
Stěpanov měl přes 500 kozáků, se kterými vyrazil po proudu Amuru a na řeku Sungari, kde chtěl získat zásoby od místního obyvatelstva (Ďučerů a Giljaků). Po pobrání zásob kozáci přezimovali na dolním toku Amuru. V létě 1654 se opět vydali na Sungari za potravinami, ale po třech dnech plavby 6. června 1654 padli do léčky, když narazili na připravenou čchingskou armádu vedenou vojevůdcem Šarhudou, jejíž sílu Stěpanov odhadoval na 3 tisíce Mandžuů, nepočítaje pomocné oddíly místních Ďučerů a Daurů. V prvním boji na řece Rusové uspěli a zahnali Mandžuy na břeh, ale po vylodění nebyli schopni přemoci nepřátele opírající se o předem připravené valy a okopy. Kozáci se stáhli a ustoupili na Amur, bitva na Sungari tak byla čchingským úspěchem.
Na Amuru se ke Stěpanovovu vojsku připojil menší oddíl 34 mužů P. I. Beketova, který připlul ze Zabajkalska. V červnu 1654 také od zajaté manželky ďučerského náčelníka Tojenčiho zjistili, že Ďučeři zabili šestičlenné poselstvo v čele s T. J. Čečiginem vyslané Zinovjevem k Čchingům v září 1653. Koncem roku 1654 Stěpanov vybral k přezimování Kumarský ostroh u ústí Kumary, na středním toku Amuru.
V březnu 1655 na Amur připlula čchingská armáda a 13. března začala Kumarský ostroh obléhat. Sílu čchingského vojska Rusové odhadovali na 10 tisíc mužů s 15 kanóny, obránců bylo 510. Kozáci se úspěšně ubránili a 3. dubna útočníci odtáhli, kvůli nedostatku potravin.
Stěpanov odeslal do Moskvy vybraný jasak (daň v sobolích kožešinách vybíranou od domorodců), přijal padesát kozáků v čele s Fjodorem Puščinem, kteří šli na řeku Arguň, ale – jak vysvětlil v dopisu jakutskému vojevodovi – nemohl jim dát průvodce ani zásoby, které neměl, jeho oddíl se v těch týdnech živil „bylinami a kořínky“. V červnu přivezli jasak Daurové (náčelníci Lavkaj a Cyt). Poté Stěpanov vypravil svůj oddíl na Sungari zásobit se potravinami a po jejich získání od místních obyvatel pokračoval na dolní tok Amuru ke Giljakům za jasakem. Přitom kozáci prozkoumali řeku Ussuri až po ústí Imaně, jasak vybrali i na březích přítoků Ussuri Bikin a Chor. Přezimovali v Kosogirském ostrohu, na Amuru pod ústím Sungari.
Postavení Rusů se postupně zhoršovalo, Ďučeři a Giljaci likvidovali menší skupiny kozáků (např. v zimě 1655/56 třicetičlenný oddíl, který připlul z Jakutska na Amur po moři), současně Čchingové vysídlili většinu Ďučerů z dolního toku Amuru a Sungari, takže kozáci neměli od koho získat potraviny a dokonce sami začali pěstovat obilí.
V červnu 1658 Stěpanov s vojskem vyplul na Sungari za zásobami. Od zajatců se dozvěděl o přítomnosti čchingské armády, vyslal proto 180 lidí pod velením Klima Ivanova jako předvoj. Ti se však s čchingskou armádou generála Šarhudy minuli a Čchingové tak 30. června překvapili Stěpanovův oddíl a zahájili bitvu v Korčejevské zátoce. Stěpanov měl 11 lodí a čtyři stovky mužů, Čchingové 47 lodí s asi čtrnácti sty mandžuských a korejských vojáků. Rusové ustupovali, až se nakonec zastavili v Korčejevské zátoce na pravém břehu Amuru několik kilometrů níže ústí Sungari. Proti převaze čchingských děl a ručnic nebyli kozáci schopni nic postavit, byli vytlačeni na souš a rozdrceni. V boji zahynulo 220–270 Rusů včetně Stěpanova. Přežilo 95 kozáků, kteří se koncem boje zmocnili jedné lodi a odpluli, nevelká skupina unikla pěšky, do bezpečí se dostal i Ivanovův oddíl.
Po bitvě se čchingské vojsko vrátilo do Ninguty, na Amuru poté působily jen menší ruské skupiny.